# THE WORLD IS MINE
『THE WORLD IS MINE』（ザ・ワールド・イズ・マイン）は、日本のロックバンド、くるりの4枚目のオリジナルアルバム。2002年3月20日にビクターエンタテインメントからリリースされた。2005年9月22日に再発された。

## 概要
- ギターの大村達身が正式加入し4人組となった後の初アルバムである。また、ドラムスの森信行がバンドメンバーとして参加した最後のアルバムでもある。
- このアルバムの作成時にくるりとして初の海外でのレコーディングが行なわれた。
- 内容としては前作『TEAM ROCK』のエレクトロニカの要素を引き継ぎつつも、Pro Toolsによるエフェクトの多用が目立ち、全体的には内省的な雰囲気のオルタナティヴ・ロック色が強い。
- タイトルはボーカルの岸田繁が影響を受けた新井英樹の漫画『ザ・ワールド・イズ・マイン』より。
- ジャケットおよび歌詞カードの写真は佐内正史が撮影している。

## 収録曲
表記のないものに関しては作詞・作曲：岸田繁。
1. GUILTY
心電図のようなリズムからアコースティック調の岸田特有のボヤキ節とドラムの16ビートが顕著になる間奏でアルバムの幕開けを彩る。
2. 静かの海（作詞：岸田繁/佐藤征史/大村達身　作曲：岸田繁）
ボイスエフェクトを全編にわたって使うなど、本作では最も重い雰囲気の曲。
3. GO BACK TO CHINA
タイトルどおり中国への憧れを歌ったロックナンバー。後にメンバーとなるクリストファー・マグワイアがアルバムの中で特に気に入り、一晩で33回聴いたという逸話がある。
4. WORLD'S END SUPERNOVA -Mix "Matuli"-
9thシングルのリミックス。シングルに比べてハウス色がやや強めになっていて、歌入りのタイミングが遅めになっている。次曲と繋がっている。他のアルバム収録曲に合わせてカタカナから大文字英語へ改められている。これを機にライブ盤収録時には英語表記（『WORLD'S END SUPERNOVA』）を用いることが多くなる。
5. BUTTERSAND / PIANORGAN（作曲：岸田繁/大村達身）
前曲の基本リフやビートから派生メロディが生まれる『BUTTERSAND』から、次第にタイトル通りのピアノルガン主体のフレーズへ移り変わってデジタル楽器と生楽器の融合を魅せる『PIANORGAN』の組曲的構成のインストゥルメンタル曲。
6. アマデウス
7. ARMY（作詞：岸田繁　作曲：岸田繁/佐藤征史/大村達身）
この曲が終わった後、24秒間の音声ありのギャップがある。このギャップは配信／ストリーミングではカットされており、CDでしか聴くことができない。
8. MIND THE GAP（作詞：佐藤征史　作曲：岸田繁/佐藤征史）
歌詞はあるものの、ボコーダーでかなりエフェクトがかけられているため誰の声かは分からなくなっている。ちなみに「MIND THE GAP」とはロンドン地下鉄の駅のアナウンスで聴かれる「足元にお気をつけ下さい」の意味。曲の下敷きになっている旋律は国鉄時代の寝台列車や特急列車で車内チャイムとして使用されていた「ハイケンスのセレナーデ」。
9. 水中モーター　
ベスト盤『ベスト オブ くるり -TOWER OF MUSIC LOVER-』にはJam Remixバージョンが収録された。
本作がリリースされた年、奇しくも歌詞に登場するマブチモーターの社長宅が強盗被害に遭い、家族が殺害され家宅が放火されるという事件が発生。(マブチモーター社長宅殺人放火事件)。ライブでの演奏前には岸田が悼みの言葉を述べる場面が見られた。
10. 男の子と女の子
ファン投票により発売後に10thシングルとしてシングルカットされた。後にハナレグミがカヴァーしている。
11. THANK YOU MY GIRL
コーラスワークが特徴的な楽曲。最もレコーディングがスムーズに進んだ楽曲であると言う。後にベスト盤『ベスト オブ くるり -TOWER OF MUSIC LOVER-』に収録された。間奏のギターソロはオアシスのChampagne Supernovaのオマージュである。
12. 砂の星
13. PEARL RIVER（作詞：岸田繁　作曲岸田繁/佐藤征史）
幻想的な雰囲気が特徴のラストナンバー。曲の半ばで歌が終わり、終わりまで舟を漕ぐ音だけが流れる。

## 演奏
- 岸田繁
  - Vocals (#1.2.3.4.6.7.10.11.12.13)
  - Guitars (#1.2.3.4.7.9.11)
  - Keyboards (#1.2.4)
  - Pro Tools (#1.4.5.8)
  - Rhythm Ace, Cymbal, Editing (#2)
  - Programming (#4.5)
  - Piano (#6.12)
  - CDJ (#8)
  - Whisper & Vocoder (#9)
  - Acoustic Guitar (#10.12)
  - Harmonium (#13)
- 佐藤征史
  - Bass (#1.2.3.4.7.9.10.11)
  - Vocals (#1.9.12)
  - Pro Tools (#1.4.5.8)
  - Programming (#5.8)
  - Contrabass (#6.12)
  - Harmonium (#13)
- 森信行
  - Drums (#1.2.3.4.7.9.10.11)
  - Vocals (#1)
  - Glockenspiel (#2.12)
  - Percussions (#3.7)
- 大村達身
  - Guitars (#1.2.3.4.7.9.11)
  - Vocals (#1.12)
  - Rhythm Ace (#2)
  - Pianorgan (#5)
  - Electric Guitar (#10.12)
  - Keyboards (#12)
- 槇奈津子：Vocals (#1)
- NICK HANNAN
  - Vocals (#1)
  - Short Wave (#6)
  - Boat (#13)
- LUCY WILKENS：Violin (#1)
- 野元洋平：Programming (#2)
- 草間敬：Keyboards (#4)
- IAN BURDGE：Cello (#4)
- PETE COLLIS
  - Keyboards (#7)
  - Boat (#13)
- 高山優里奈：Chatting (#9)
- PATRICK HANNAN：Drums (#11)
- BIRDS：Singing (#12.13)